# Salix yumenensis
Salix yumenensis — вид квіткових рослин із родини вербових (Salicaceae).

## Морфологічна характеристика
Це кущ до 3 метрів заввишки. Гілки сірувато-білі; гілочки жовтувато-зелені чи коричневі, голі, блискучі. Листкова ніжка 4–7 мм, гола; листкова пластинка від лінійної до прямоланцетної, найширша над серединою, звужена до кінців, 70–80 × 4–10 мм, обидві поверхні майже рівномірно забарвлені, молоде листя ворсисте, потім ± гола, край нечітко нещільно зубчастий або суцільний. Чоловіча сережка 10–25 × 5–8 мм, майже сидяча. Чоловіча квітка: тичинок 2; пиляки червоні. Жіноча сережка 10–15 × 6–8 мм, майже сидяча. Жіноча квітка: зав'язь яйцеподібна, гола.

## Середовище проживання
Пн.-зх. Ганьсу. Росте біля каналів і канав.